# Балдуин IV Фландријски
Балдуин IV Фландријски (980 —, 30. мај 1035) је био гроф Фландрије из Фландријске династије. Био је син Арнуфа II од Фландрије и Розала од Италије.